# Delo (film)
Delo (Дело) è un film del 2021 diretto da Aleksej German.

## Trama
Un professore universitario lotta per la giustizia e lotta per i suoi ideali, il suo nome e persino la sua vita.